# Đảo Clark (Washington)

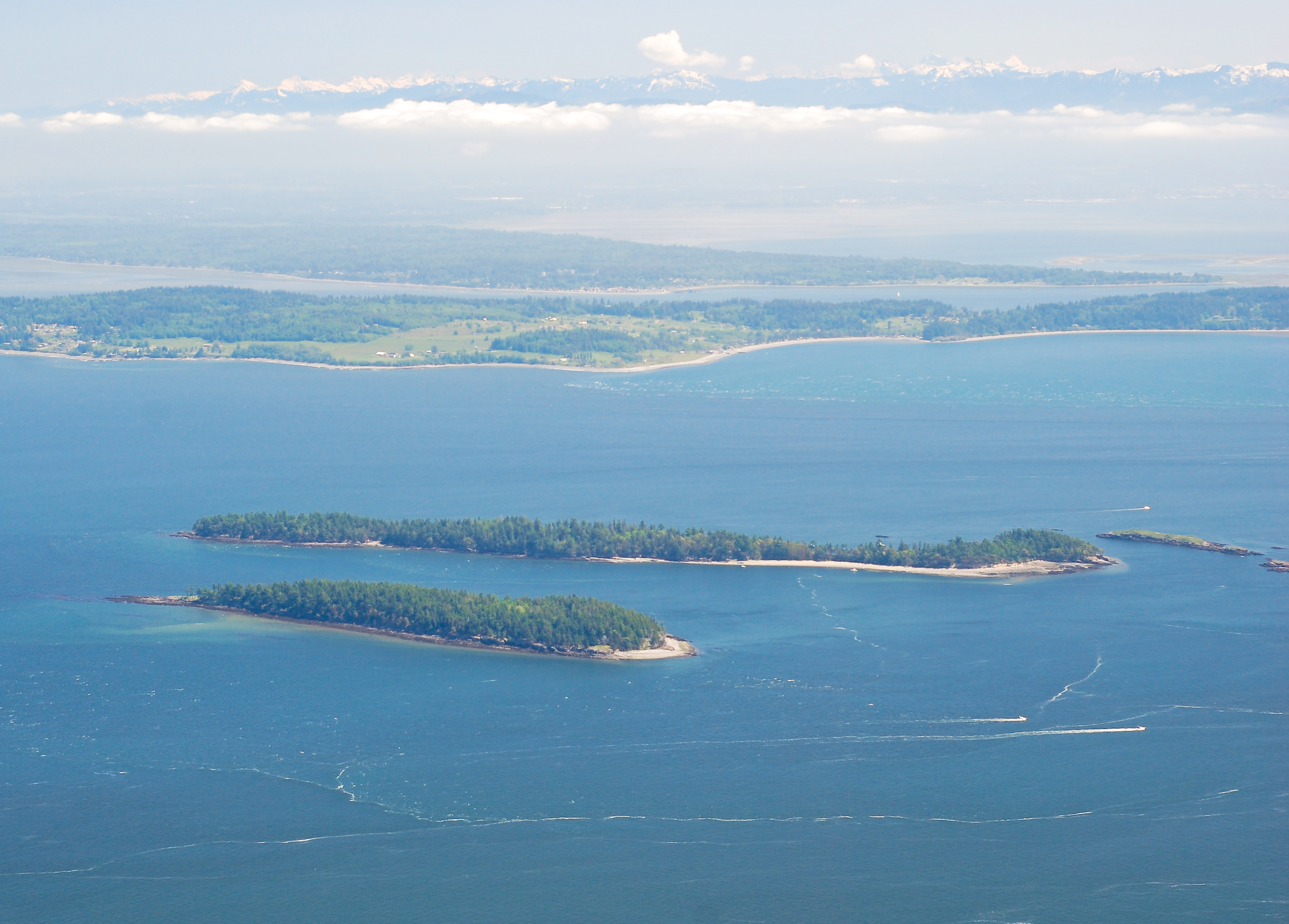
Clark Island viewed from Mount Constitution

Đảo Clark thuộc quần đảo San Juan, tiểu bang Washington, Hoa Kỳ. Nó nằm gần đảo Barnes ngoài khơi bờ biển phía đông bắc của đảo Orcas. Tên đảo được đặt bởi Charles Wilkes, trong cuộc thám hiểm Wilkes 1838-1842. Đảo được đặt theo tên của John Clark, một chuẩn úy đã bị giết trong trận chiến Hồ Erie của cuộc chiến tranh năm 1812.